# (20375) Sherrigerten
(20375) Sherrigerten (1998 KU38) – planetoida z pasa głównego asteroid okrążająca Słońce w ciągu 4,15 lat w średniej odległości 2,58 j.a. Odkryta 22 maja 1998 roku.